# 大西渠镇
大西渠镇，是中华人民共和国新疆维吾尔自治区昌吉回族自治州昌吉市下辖的一个乡镇级行政单位。

## 行政区划
大西渠镇下辖以下地区：
幸福社区、玉堂村、新渠村、思源村、大西渠村、龙河村、新戽村、幸福村和农场生活区。